# Bastards (album av Björk)
Bastards är ett remixalbum av den isländska sångerskan och musikern Björk, utgivet den 19 november 2012. Det innehåller remixade låtar från albumet Biophilia, tidigare även släppta på The Crystalline Series och Biophilia Remix Series. Alla spår är remastrade av Mandy Parnell.

## Låtlista
| Nr  | Titel                                                                 | Kompositör                   | Producent(er)                                               | Längd |
| --- | --------------------------------------------------------------------- | ---------------------------- | ----------------------------------------------------------- | ----- |
| 1.  | Crystalline (Omar Souleyman Version)                                  | Björk                        | Björk, 16bit (bearbetning av Omar Souleyman)                | 6:39  |
| 2.  | Virus (Hudson Mohawke Peaches and Guacamol Remix)                     | Björk, Sjón                  | Björk (remix av Hudson Mohawke)                             | 4:49  |
| 3.  | Sacrifice (Death Grips Remix)                                         | Björk                        | Björk (remix av Death Grips)                                | 4:17  |
| 4.  | Sacrifice (Matthew Herbert's Pins and Needles Mix Edit)               | Björk                        | Björk (remix och ytterligare produktion av Matthew Herbert) | 0:37  |
| 5.  | Mutual Core (These New Puritans Remix featuring Solomon Islands Song) | Björk                        | Björk (remix av These New Puritans)                         | 3:54  |
| 6.  | Hollow (16bit Remix)                                                  | Björk                        | Björk, 16bit (remix av 16bit)                               | 7:00  |
| 7.  | Mutual Core (Matthew Herbert's Tectonic Plates Mix)                   | Björk                        | Björk (remix och ytterligare produktion av Matthew Herbert) | 5:05  |
| 8.  | Thunderbolt (Death Grips Remix)                                       | Björk, Oddný Eir Ævarsdóttir | Björk (remix av Death Grips)                                | 5:04  |
| 9.  | Dark Matter (Alva Noto Remodel)                                       | Björk, Mark Bell             | Björk (remix av Alva Noto)                                  | 5:40  |
| 10. | Thunderbolt (Omar Souleyman Version)                                  | Björk, Oddný Eir Ævarsdóttir | Björk (adaptation by Omar Souleyman)                        | 7:23  |
| 11. | Solstice (Current Value Remix)                                        | Björk, Sjón                  | Björk (remix av Current Value)                              | 6:28  |
| 12. | Moon (The Slips Remix)                                                | Björk, Damian Taylor         | Björk (remix av The Slips)                                  | 6:07  |
| 13. | Crystalline (Matthew Herbert Mix)                                     | Björk                        | Björk, 16bit (remix av Matthew Herbert)                     | 5:17  |